# Bulbophyllum papangense
Bulbophyllum papangense là một loài phong lan thuộc chi Bulbophyllum.